# Š̄
Š̄ (minuscule : š̄), appelé S caron macron, est une lettre latine utilisé dans la romanisation ISO 233-1 de l’alphabet arabe. Elle est composée d’un S (lettre) diacrité d’un caron et d’un macron.

## Utilisation
Dans la romanisation ISO 233-1 de l’alphabet arabe, ‹ š̄ › représente un shīn šadda ‹ شّ ›, le s caron ‹ š › et le macron représentant respectivement le shīn et le šadda.

## Représentations informatiques
Le S caron macron peut être représenté avec les caractères Unicode suivants : 
- composé et normalisé NFC (latin étendu A, diacritiques) :

| formes    | représentations | chaînes de caractères | points de code | descriptions                                       |
| --------- | --------------- | --------------------- | -------------- | -------------------------------------------------- |
| majuscule | Š̄               | Š◌̄                    | U+0160 U+0301  | lettre majuscule latine s caron diacritique macron |
| minuscule | š̄               | š◌̄                    | U+0161 U+0301  | lettre minuscule latine s caron diacritique macron |

- décomposé et normalisé NFD (latin de base, diacritiques) :

| formes    | représentations | chaînes de caractères | points de code       | descriptions                                                   |
| --------- | --------------- | --------------------- | -------------------- | -------------------------------------------------------------- |
| majuscule | Š̄               | S◌̌◌̄                   | U+0053 U+030C U+0304 | lettre majuscule latine s diacritique macron diacritique caron |
| minuscule | š̄               | s◌̌◌̄                   | U+0073 U+030C U+0304 | lettre minuscule latine s diacritique macron diacritique caron |

## Sources
- (en) Thomas T. Pederson, Transliteration of Arabic, 2.2, 2008 (lire en ligne)